# Henryk Karbowiak
Henryk Karbowiak (ur. 1933, zm. 20 marca 2020) – polski elektronik, prof. dr hab. inż.

## Życiorys
W 1956 ukończył studia w Politechnice Warszawskiej. Obronił pracę doktorską, następnie uzyskał stopień doktora habilitowanego. W 1986 nadano mu tytuł profesora w zakresie nauk technicznych. Pracował w Instytucie Elektroenergetyki na Wydziale Elektrotechniki i Elektroniki Politechniki Łódzkiej, oraz w Instytucie Automatyki i Telematyki Transportu na Wydziale Transportu Politechniki Radomskiej im. Kazimierza Pułaskiego.
Piastował stanowisko profesora zwyczajnego na Wydziale Informatyki, Zarządzania i Transportu Akademii Humanistycznej i Ekonomicznej w Łodzi.
Zmarł 20 marca 2020.